# Кук (острови)
Вижте пояснителната страница за други значения на Кук.
Островите Кук (на английски: Cook Islands) са владение на Нова Зеландия и се намират в централната част на Тихия океан. Обединяват 6 острова и 9 атола, разпределени в 2 островни групи – Северни и Южни Кукови о-ви, разположени на площ от 850 000 морски мили (2,2 млн. кв. км).

## История
Според неокончателни археологически данни островите са заселени около V в. с преселници от Таити и Самоа. Северната група острови са открити от испанския мореплавател Алваро де Менданя де Нейра на 20 август 1595 г., а Южната група – на 22 септември 1773 г. от капитан Джеймс Кук. През 1888 г. Великобритания обявява архипелага за свой протекторат.
През 1901 г. островите минават под управлението на Нова Зеландия, а през 1965 г. получават право на самоуправляваща се територия. Проблемите на Островите Кук са свързани с емигрирането на квалифицираните работници в Нова Зеландия, както и с държавния дефицит.
В края на 1990-те години на остров Мауке като островен лекар работи българинът Асен Цанев, който е почитан от местното население.

## Държавно устройство
Островите Кук са самоуправляваща се територия, свободно присъединила се към Нова Зеландия. Жителите на островите имат новозеландско поданство. Глава на страната е кралят на Великобритания, със свой представител. Представител на правителството на Нова Зеландия е върховният комисар.
Законодателната власт е представена от законодателното събрание, състоящо се от 25 депутати, избирани за 5 г., и министерски съвет начело с министър-председател. Към Законодателното събрание има съвещателен орган – Палата на вождовете, състояща се от 15 членове. Въоръжени сили няма.

## География

### Разположение, острови
Островите Кук се намират в южната част на Тихия океан, североизточно от Нова Зеландия, между Американска Самоа на запад и Френска Полинезия на изток. Състоят се от 2 групи острови – Северни Кукови острови (6 атола) с площ 22,3 km², и Южни Кукови острови (3 атола и 6 острова) с площ 214,3 km², разположени на 2 200 000 km² (виж таблицата по-долу).

### Релеф
Северната група представляват ниски коралови острови, а южната група е с вулканичен произход и има нископланински и хълмист релеф. Главният остров Раротонга е изграден от вулканични скали и в централната му част се издига пик Те Манга (701,5 m). Възвишенията на островите постепенно преминават в малки и тесни, но плодородни крайбрежни равнини. Атолите в северната група са изградени от кръгообразно разположени миниатюрни островчета и рифове, обграждащи вътрешна лагуна.

### Климат, води
Климатът на островите е горещ и влажен, като господстващите ветрове са югоизточните пасати. Прохладният период продължава от май до октомври, със средна юлска температура 22°С и тогава е сезона на тропическите циклони. Най-горещия месец е януари със средна температура 26°С. Годишната сума на валежите, особено на някои острови от южната група достига до 2100 mm, докато северните острови получават значително по-малко валежи. Максимумът на валежите е от декември до март. Планинските острови са покрити с гъста мрежа от ручеи и потоци, а на ниските атоли няма повърхностно течащи води и жителите на атолите са принудени да съхраняват падналата дъждовна вода в специални резервоари.

### Почви, растителност
почвите на атолите са бедни, а на вулканичните острови – много плодородни. Болшинството от островите са покрити с пищна тропическа растителност, съставена от много палми, фикуси и други растения, характерни за тропичния пояс. Два сухоземни екорегиона се намират на територията на островите: централно полинезийските тропически влажни гори и тропическите влажни гори на островите Кук.

## Население
- Население – 19 700 жители (2007).
- Гъстота – 83,2 жители на км2.
- Естествен прираст – 21.
- Градско население – 63%.
- Религиозен състав – християни 99,2% (протестанти 87,6%, католици 12,4%), други 0,8%.
- Етнически състав – полинезийци от островите Кук – 91,3%, пукапуканци – 5,6%, европейци – 2,2%, палмерстънци – 0,6%, други – 0,3%.
- Официален език – английски. Използват се и полинезийски езици.
- Азбука – латиница.
- Неграмотни – 19%.
- Административен център – гр. Аваруа (13,2 хил. жители).

В Нова Зеландия живеят около 50 хил. жители на Островите Кук. На остров Раротонга живее 73,8% от населението на страната, а на Северните острови – едва 6,3%.

## Административно деление
6-те острова и 9-те атола представляват всеки един самостоятелна административна единица.
СЕВЕРНИ КУКОВИ ОСТРОВИ
| Название на остров/атол (алтернативно название), (английско название) | Площ км2 | Население (2006 г.) | Координати                                                      | Откривател (дата и година на откриване)                                                |
| --- | -------- | ------------------- | --------------------------------------------------------------- | -------------------------------------------------------------------------------------- |
| атол Манихики (Хъмфри) (Manihiki, Humphrey) | 5,4      | 351                 | 10°24′ ю. ш. 161°00′ з. д. / 10.4° ю. ш. 161° з. д.             | капитан Патриксън (13 октомври 1822)                                                   |
| атол Насау (Те Нуку о Нгалеву, Нгаонгао, Адел, Лайдра, Рейнджър) (Te Nuku o Ngalewu, Ngaongao, Adele, Lydra, Ranger)                                                                 | 1,3      | 71                  | 11°34′ ю. ш. 165°25′ з. д. / 11.566667° ю. ш. 165.416667° з. д. | Джордж Рул (1828)                                                                      |
| атол Пукапука (Те Улу о те вату, Сан Бернардо, Дейнджър) (Pukapuka, Te Ulu o te watu, San Bernardo, Danger)                                                                          | 1,3      | 507                 | 10°53′ ю. ш. 165°51′ з. д. / 10.883333° ю. ш. 165.85° з. д.     | Алваро де Менданя де Нейра (20 август 1595), Джон Байрон (21 юни 1765, вторично)       |
| атол Ракаханга (Тапуахуа, Александър, Реирсън, Литъл Гангс, Френсис, Принцеса Мариан, Аликонга) (Tapuahua, Rakahanga, Reirson, Little Ganges, Francis, Princess Marianne, Alliconga) | 4,1      | 141                 | 10°02′ ю. ш. 161°05′ з. д. / 10.033333° ю. ш. 161.083333° з. д. | Педро Фернандес де Кирос (1 март 1606), Фадей Белингсхаузен (15 август 1820, вторично) |
| атол Суворов (Suvorov, Sowarrow) | 0,4      | необитаем           | 13°17′ ю. ш. 163°07′ з. д. / 13.283333° ю. ш. 163.116667° з. д. | Михаил Лазарев (7 септември 1814)                                                      |
| атол Тонгарева (Мангаронгаро, Пенрин, Бенет) (Tongareva, Mangarongaro, Penrhyn, Bemmett)                                                                                             | 9,8      | 251                 | 9°00′ ю. ш. 157°58′ з. д. / 9° ю. ш. 157.966667° з. д.          | Уилям Север (8 август 1788)                                                            |

ЮЖНИ КУКОВИ ОСТРОВИ
| Название на остров/атол (алтернативно название), (английско название) | Площ км2 | Население (2006 г.) | Координати                                                      | Откривател (дата и година на откриване) |
| --------------------------------------------------------------------- | -------- | ------------------- | --------------------------------------------------------------- | --------------------------------------- |
| атол Аитутаки (Мангари) (Aitutaki, Mangari)                           | 18,3     | 2194                | 18°53′ ю. ш. 159°47′ з. д. / 18.883333° ю. ш. 159.783333° з. д. | Уилям Блай (11 април 1789)              |
| остров Атиу (Енуаману) (Atiu, Enuamanu)                               | 26,9     | 572                 | 19°59′ ю. ш. 158°07′ з. д. / 19.983333° ю. ш. 158.116667° з. д. | Джеймс Кук (1 април 1777)               |
| остров Мангаиа (Ауау Енуа) (Mangaia, Auau Enua)                       | 51,8     | 654                 | 21°55′ ю. ш. 157°55′ з. д. / 21.916667° ю. ш. 157.916667° з. д. | Джеймс Кук (29 март 1777)               |
| атол Мануае (Харви, Сандвич) (Manuae, Hervey, Sandwich)               | 6,2      | необитаем           | 19°16′ ю. ш. 158°56′ з. д. / 19.266667° ю. ш. 158.933333° з. д. | Джеймс Кук (22 септември 1773)          |
| остров Мауке (Акатокаманава) (Mauke, Akatokamanava)                   | 18,4     | 393                 | 20°10′ ю. ш. 157°20′ з. д. / 20.166667° ю. ш. 157.333333° з. д. | Джон Дибс и Джон Уилямс (23 юли 1823)   |
| остров Митиаро (Mitiaro)                                              | 22,3     | 219                 | 19°51′ ю. ш. 157°43′ з. д. / 19.85° ю. ш. 157.716667° з. д.     | Джон Дибс и Джон Уилямс (20 юни 1823)   |
| атол Палмерстън (Palmerston)                                          | 2,1      | 63                  | 18°04′ ю. ш. 163°10′ з. д. / 18.066667° ю. ш. 163.166667° з. д. | Джеймс Кук (16 юни 1774)                |
| остров Раротонга (Rarotonga)                                          | 67,1     | 14 153              | 21°14′ ю. ш. 159°47′ з. д. / 21.233333° ю. ш. 159.783333° з. д. | Флечър Кристиан (1788)                  |
| остров Такутеа (Takutea)                                              | 1.2      | необитаем           | 19°49′ ю. ш. 158°17′ з. д. / 19.816667° ю. ш. 158.283333° з. д. | Джеймс Кук (1 април 1777)               |

## Стопанство
Основа на стопанството на островите Кук е туризмът, в който са заети близо 3/4 от работоспособното население. Годишно островите се посещават от 83 хил. туристи.
Основни отглеждани селскостопански култури са тропически плодове и кокосови орехи. Отглеждат се и изкуствени бисери. Промишлеността е представена от 2 шивашки предприятия, пивоварен завод и предприятия за преработка на плодове и копра. От особено голямо значение за брутния вътрешен продукт на страната са продажбата на пощенски марки и монети.
В административния център Аваруа и има голямо пристанище и международно летище. На островите има изградени 190 км шосета, от които 35 км са асфалтирани. Няма железопътни линии. Съотношението между селското стопанство, промишлеността и обслужването е 18:9:73.